# Il diluvio universale (Donizetti)
Pour les articles homonymes, voir Il diluvio universale.
Personnages
- Noe (basse)
- Sela (soprano)
- Ada (mezzo-soprano)
- Cadmo, chef des satrapes de Senáár, mari de Sela (ténor)
- Iafete (basse)
- Sem (ténor)
- Cam (basse)
- Tesbite, femme de Iafete (soprano)
- Asfete, femme de Sem (soprano)
- Abra, femme de Cam (soprano)
- Artoo, chef des Brahmanes de l'Atlantide (ténor)
- Chœur des Satrapes de Senáár. Leurs femmes. Prêtres d'Europe. Coptes d'Afrique. Brahmanes de l'Atlantide. Partisans de Cadmos. Citoyens de Senáár.

Il diluvio universale (Le Déluge) est un opéra (azione tragica-sacra) en trois actes de Gaetano Donizetti sur un livret de Domenico Gilardoni, représenté pour la première fois le 6 mars 1830 au Teatro San Carlo de Naples.

## Histoire
Ce drame sacré fait figure de singularité dans l'œuvre de Donizetti. Composé pour le temps de Carême de 1830, l'idée en revient au compositeur lui-même : sans doute avait-il en vue le Mosè in Egitto de Rossini, qui avait montré l'exemple de l'union entre un sujet biblique et un ouvrage à grand spectacle appelant d'importants effets spéciaux (le passage de la mer Rouge chez Rossini, le Déluge chez Donizetti). C'était l'occasion de rivaliser avec les grands effets de l'opéra français et de mettre à profit l'habileté des machinistes du San Carlo qui – en dépit de ce que donnent à penser les premières calamiteuses sur ce plan-là tant de Mosè in Egitto que d’Il diluvio universale – était particulièrement réputée.
L'idée de mettre en scène le célèbre épisode de la Genèse a pu venir au compositeur d'un panneau de  marqueterie représentant le Déluge d'après Lorenzo Lotto qui se trouve encore aujourd'hui dans la basilique Santa Maria Maggiore de sa ville natale de Bergame dont son professeur, Simon Mayr, était maître de chapelle. Le librettiste, Gilardoni, a travaillé sous la direction de Donizetti, en s'inspirant d'une tragédie de Francesco Ringhieri (Il diluvio, Venise, 1788) – comme Andrea Leone Tottola pour l'opéra de Rossini – et de poèmes de Lord Byron (Heaven and Earth, 1822) et Thomas Moore (Loves of the Angels, 1823) que Donizetti connaissait en traduction italienne : « Dis à Mayr, écrit Donizetti à son père le 10 janvier 1830, que s'il n'a rien trouvé sur le Déluge, j'en ai appris suffisamment, et que cette fois je souhaite me présenter moi-même comme créateur à la fois de l'action et de la musique J'ai lu les écrits de Sassy et Calmet, Les Amours des Anges de Lord Bayron [sic], la tragédie Le Déluge du Père Ringhieri et, si je peux le trouver, je lirai aussi le poème de Bernardino Baldi sur le même sujet. À l'aide de ces auteurs, et en empruntant et cousant ensemble des morceaux de plusieurs tragédies, j'ai produit un plan qui ne déplait pas à mon librettiste […] J'ai déjà composé le premier acte. Il y en aura trois parce que pendant le Carême on ne donne pas de ballet. »
Donizetti pouvait compter sur une distribution de qualité. Pour le rôle de Noé, il disposait de Luigi Lablache, le premier baryton-basse de son époque. La très bonne soprano Luigia Boccadabati, rivale d'Adelaide Tosi, devait chanter le rôle de la prima donna, Séla. Le ténor Berardo Calvari Winter, titulaire du rôle de Cadmos, était un chanteur expérimenté, capable de mettre de l'expression et du feu dans ses interprétations, mais manquant d'agilité et avec des aigus qui commençaient à se détériorer. Les répétitions se déroulèrent à la satisfaction du compositeur. L'opéra devait être créé le 28 février 1830 mais la première dut être ajournée en raison d'une indisposition de Lablache : elle eut lieu une semaine plus tard, le 6 mars.
La réception de l'opéra le soir de la première fut plus que mitigée. Le public, mécontent du report de la représentation et irrité par un retard de trois quarts d'heure au début du spectacle, était d'emblée mal disposé. Alors que le premier acte, qui avait été jugé excessivement long, touchait à sa fin, la Signora Boccadabati fit son entrée au moins vingt mesures trop tôt et malgré tous les efforts du premier violon, Giuseppe Festa, et de Lablache pour sauver la situation, l'acte se termina sous les huées. La scène du Déluge au dernier acte, comme celle du passage de la mer Rouge lors de la création de Mosè in Egitto en 1818, suscita l'hilarité générale et fut copieusement sifflée en raison de l'absurdité des effets spéciaux et de l'impéritie des machinistes.
Donizetti fut tellement affecté par la première qu'il en subit une rechute d'une maladie qu'il avait contractée quelque temps auparavant et, saisi de convulsions, dut être ramené chez lui où il garda le lit pendant huit jours. Néanmoins, les représentations suivantes furent meilleures. Les effets spéciaux, en particulier, furent mieux réglés et la partition fut plutôt bien accueillie. Lors de la deuxième représentation, Donizetti dut monter sur scène pour recevoir les applaudissements, et la grande scène de Lablache, tout comme l'aria finale de Boccadabati, furent accueillies avec enthousiasme. En définitive, compte tenu d'une saison écourtée par le Carême et du retard de la première, l'opéra eut six représentations complètes et deux incomplètes. Néanmoins, le succès ne fut pas suffisant pour susciter une reprise napolitaine l'année suivante.
En 1834, le compositeur révisa la partition à l'occasion d'une reprise au Teatro Carlo Felice de Gênes. Il y ajouta un nouveau duo pour Cadmos et Ada à l'acte I (Perfida ! a me spergiura), une aria pour Ada au début de l'acte II (Ah ! non tacermi in core), une nouvelle introduction maestoso de l'ouverture et la suppression du mouvement rapide du final de l'acte II. La production génoise tint l'affiche pendant 13 représentations, dont Donizetti dirigea au moins les deux premières. Le baryton Domenico Cosselli remporta un véritable triomphe dans le rôle de Noé. Des problèmes d'effets spéciaux affectèrent une nouvelle fois la première, mais rentrèrent dans l'ordre pour les représentations suivantes.
Malgré ce relatif succès, Il diluvio universale ne bénéficia d'aucune autre production en Italie. Il eut quelques représentations à Paris en 1837, la partition fut publiée par l'éditeur parisien Schonenberger au milieu du XIXe siècle avant que l'opéra ne soit englouti dans un oubli complet. 
Il ne fut repris qu'une seule fois au XXe siècle : en 1985, au Teatro Margherita de Gênes. Récemment, il fut donné en 2005 à Londres et en 2023 à Bergame.

## Distribution

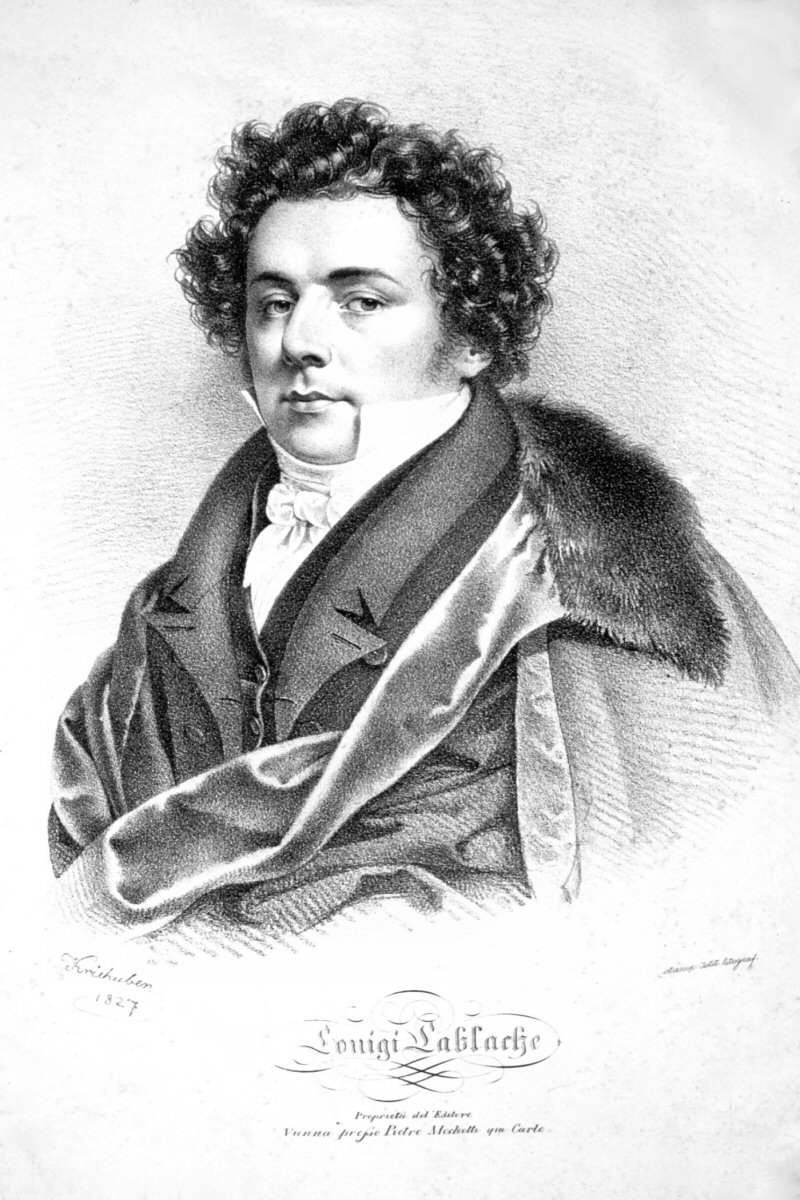
Luigi Lablache (1794-1858), créateur du rôle de Noé

| Rôle | Type de voix  | Interprètes lors de la première le 6 mars 1830 |
| --- | ------------- | ---------------------------------------------- |
| Noè Noé | basse         | Luigi Lablache                                 |
| Sela, madre di Azael Séla, mère d'Azael | soprano       | Luigia Boccadabati                             |
| Ada, confidente di Sela Ada, confidente de Séla | mezzo-soprano | Maria Carraro                                  |
| Cadmo, capo de' Satrapi di Senáár, marito di Sela Cadmos, chef des satrapes de Senáár, époux de Séla | ténor         | Berardo Calvari Winter                         |
| Iafete Japhet, fils de Noé | basse         | Gennaro Ambrosini                              |
| Sem , fils de Noé | ténor         | Giovanni Arrigotti                             |
| Cam Cham, fils de Noé | basse         | Lorenzo Salvi                                  |
| Tesbite, moglie di Iafete Tesbite, femme de Japhet | soprano       | Signora Fabiani                                |
| Asfene, moglie di Sem Asphène, femme de Sem | soprano       | Edvige Ricci                                   |
| Abra, moglie di Cam Abra, femme de Cham | soprano       | Cecilia Grassi                                 |
| Artoo, capo de' Bracmani dell'Atlantide Artoo, chef des Brahmanes de l'Atlantide | ténor         | Gaetano Chizzola                               |
| Azael, fanciullo Azaël, jeune garçon | rôle muet     |                                                |
| Coro di Satrapi de Senáár. Mogli di costoro. Sacerdoti d'Europa. Cofti d'Africa. Bracmani d'Atlantide. Seguaci di Cadmo. Popoli di Senáár. Chœur des satrapes de Senáár. Leurs femmes. Prêtres d'Europe. Coptes d'Afrique. Brahmanes de l'Atlantide. Partisans de Cadmos. Citoyens de Senáár. |               |                                                |

## Argument
Durée : environ 2 h 9 min.
Il diluvio universale évoque bien sûr l'histoire de Noé (Noè en italien, orthographe retenue dans la suite de l'article), de la construction de l'Arche et du Déluge. Mais pour y ajouter une dimension plus dramatique, l'opéra raconte avant tout le destin tragique de Sela, femme de Cadmo, satrape de la cité babylonienne de Senáár.
Sela est la concubine préférée de Cadmo et la seule qu'il ait élevée au rang d'épouse. Mais elle vénère le Dieu de Noè que Cadmo persécute et se trouve écartelée entre l'amour qu'elle a pour son mari et sa foi religieuse.

### Acte I

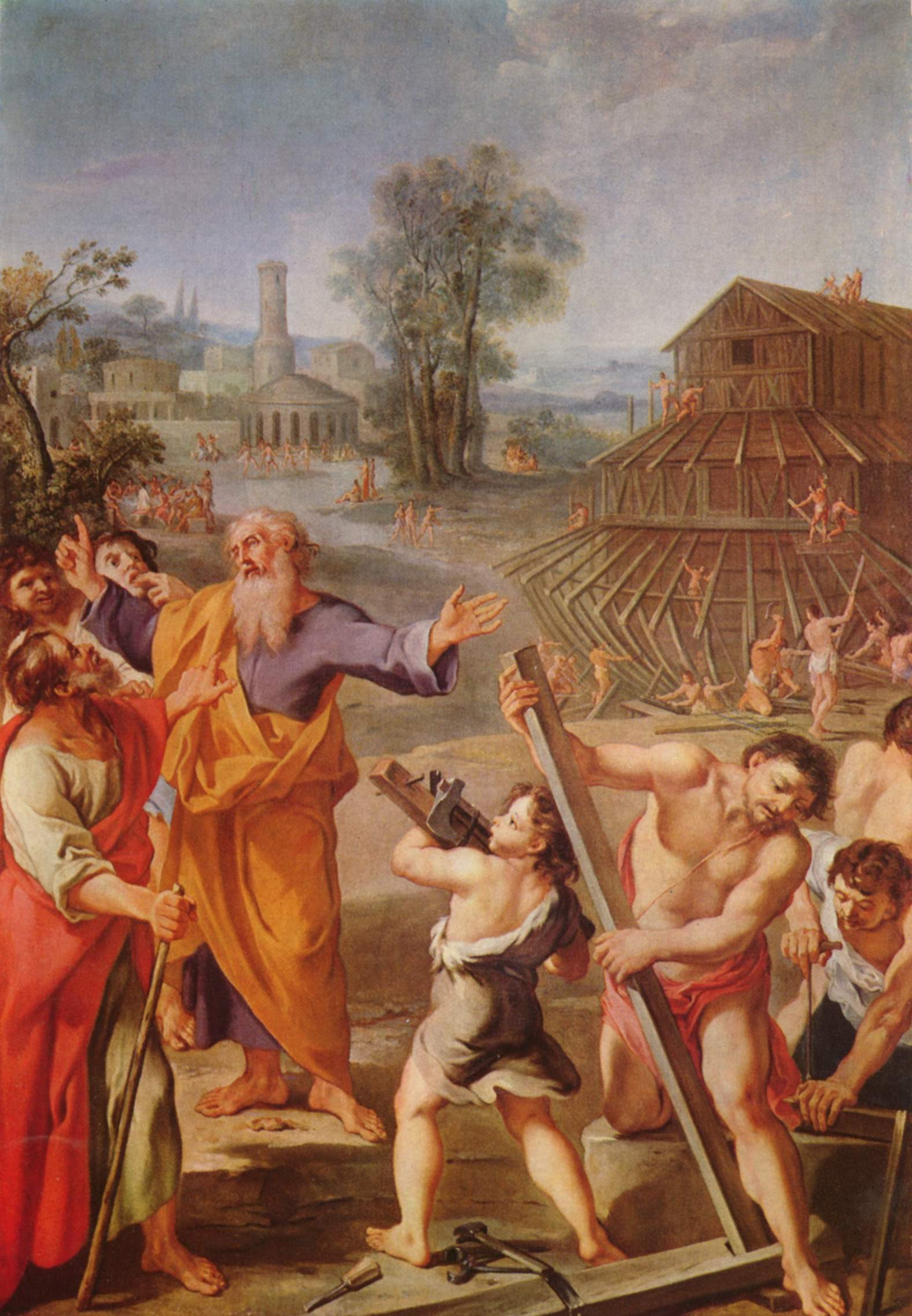
L'Arche de Noé (vers 1675), par le « maître Français », Magyar Szépmüvészeti Múzeum, Budapest

Durée : environ 1 h 11 min

#### Premier tableau
Une vaste plaine. Au loin, l'imposante cité de Senáár. On voit également une portion de l'Arche.

Durée : environ 32 min
- Scène 1 : Noè, ses fils (Iafete, Cam, Sem), leurs épouses (Tesbite, Abra, Asfene) et leur entourage sont à prier auprès l'Arche.
- Scène 2 : Désemparée, Sela les rejoint pour prier avec eux et trouve la paix en leur présence (cavatine : Mentre il core abbandonava ; cabalette : Perchè nell'alma). Noè lui conseille de quitter son mari, pour se sauver ainsi du déluge.
- Scène 3 : Leurs prières sont interrompues par l'arrivée d'Artoo – que le livret désigne bizarrement comme « chef des Brahmanes de l'Atlantide » (sic) – à la tête de satrapes de Senáár, qui ont reçu de Cadmo l'ordre de détruire l'Arche qui vient d'être achevée. La présence de Sela et l'autorité dont elle jouit permet d'éviter provisoirement le pire. Sela se rend auprès de son mari pour tenter de le convaincre d'épargner l'Arche.

#### Deuxième tableau
Un lieu agréable à proximité du palais de Cadmo.

Durée : environ 14 min
- Scène 4 : Ada est une concubine de Cadmo et se présente comme la confidente de Sela. En réalité, elle est sa rivale et essaye de la supplanter en qualité d'épouse.
- Scène 5 : Au retour d'Artoo et des satrapes, Ada est ravie d'apprendre que Sela s'est opposée aux ordres de son mari et compte bien mettre l'incident à profit.
- Scène 6 : Ada rapporte l'incident à Cadmo tout en insinuant de façon mensongère que Sela est amoureuse de Iafete, le fils aîné de Noè. La fureur de Cadmo est à son comble.
- Scène 7 : Entre Sela. Dans une brève scène, Cadmo lui interdit de revoir Noè et sa famille et ajoute que, demain, s'ils n'ont pas quitté ses terres, il se vengera d'eux. Sela, désemparée, demande conseil à Ada, qu'elle croit toujours son amie, et qui lui recommande de porter la nouvelle à Noè.

#### Troisième tableau
Une vaste plaine comme au premier tableau.

Durée : environ 25 min
- Scène 8 : Les satrapes reviennent pour surveiller Sela et Noè et se dissimulent derrière des rochers.
- Scène 9 : Sur les conseils d'Ada, Sela revient auprès de Noè pour lui apporter la nouvelle des derniers décrets de Cadmo. Noè prédit que le Déluge est pour le lendemain et que ces persécutions seront dès lors vaines. Il offre à Sela et à son jeune fils Azael de prendre place sur l'Arche avec lui et sa famille, mais elle lui dit qu'elle ne peut abandonner son époux.
- Scène 10 : Arrive Iafete, tout essoufflé, qui annonce qu'il a repéré les hommes de Cadmo aux alentours.
- Scènes 11 et 12 : Cadmo fait son entrée en compagnie d'Artoo, d'Ada et de ses hommes. Cadmo fait arrêter Noè, sa famille et Sela et déclare que Noè sera sacrifié au dieu-Soleil le lendemain matin tandis que Noè, saisi par l'inspiration divine, lui tient tête. Ada, prise de remords, fait à Sela le serment qu'elle va essayer de la sauver.

### Acte II
Durée : environ 43 min

#### Premier tableau
Un lieu agréable comme à l'acte I.

Durée : environ 24 min
- Scène 1 : Soit Cadmo est seul et se félicite de la trahison d'Ada (livret de 1830), soit Ada est seule (livret de 1834) et, dans une scène plus substantielle qui a pour seul but d'amener son aria Ah non tacermi in core, se réjouit du succès prochain de sa fourberie.
- Scène 2 : Ada persuade Cadmo de revoir Sela.
- Scène 3 : Ada introduit Sela après de Cadmo. Au lieu d'implorer son pardon, comme il s'y attendait, elle ne lui demande qu'à revoir une dernière fois leur jeune fils. Cadmo, ivre de fureur, la répudie et prend Ada comme épouse. Sela comprend enfin la duplicité d'Ada.

#### Second tableau
Une vallée comme à l'acte I.

Durée : environ 19 min
- Scène 4 : Dans l'angoisse, la famille de Noè prie tandis que Noè, parfaitement serein parce qu'il met toute sa confiance en Dieu, dort. Il se réveille et réconforte les siens.
- Scène 5 : Sela fait son entrée et annonce la fourberie d'Ada.
- Scène 6 : Cadmo vient annoncer à Noè que lui et les siens seront enfermés dans l'Arche et brûlés vifs. En guise de réponse, Noè s'agenouille et appelle en lui l'inspiration divine (aria : Dio tremendo). Il annonce le Déluge prochain. L'acte s'achève tandis que Noè et sa famille embarquent sur l'Arche.

### Acte III
Durée : environ 14 min

#### Premier tableau
Une grande salle des fêtes.
- Scène 1 : On célèbre les noces de Cadmo et d'Ada.
- Scène 2 : Sela fait son entrée. Elle a refusé de se sauver elle-même pour rester auprès de son fils et de son époux, bien que celui-ci l'ait répudiée. Cadmo est prêt à l'accepter dans sa maison à condition qu'elle maudisse devant toute l'assemblée le dieu d'Adam. Elle tente de le faire mais les mots s'étranglent dans sa gorge ; épouvantée par sa propre audace, et déchirée entre l'amour pour son Dieu et celui de son fils, elle meurt (air : Senza colpa mi scacciasti).
- Scène 3 : Terrifiés, les participants au festin voient les nuées s'amonceler au-dessus de la ville. Le ciel se déchire et les éclairs jaillissent.

#### Second tableau
Un paysage vallonné.

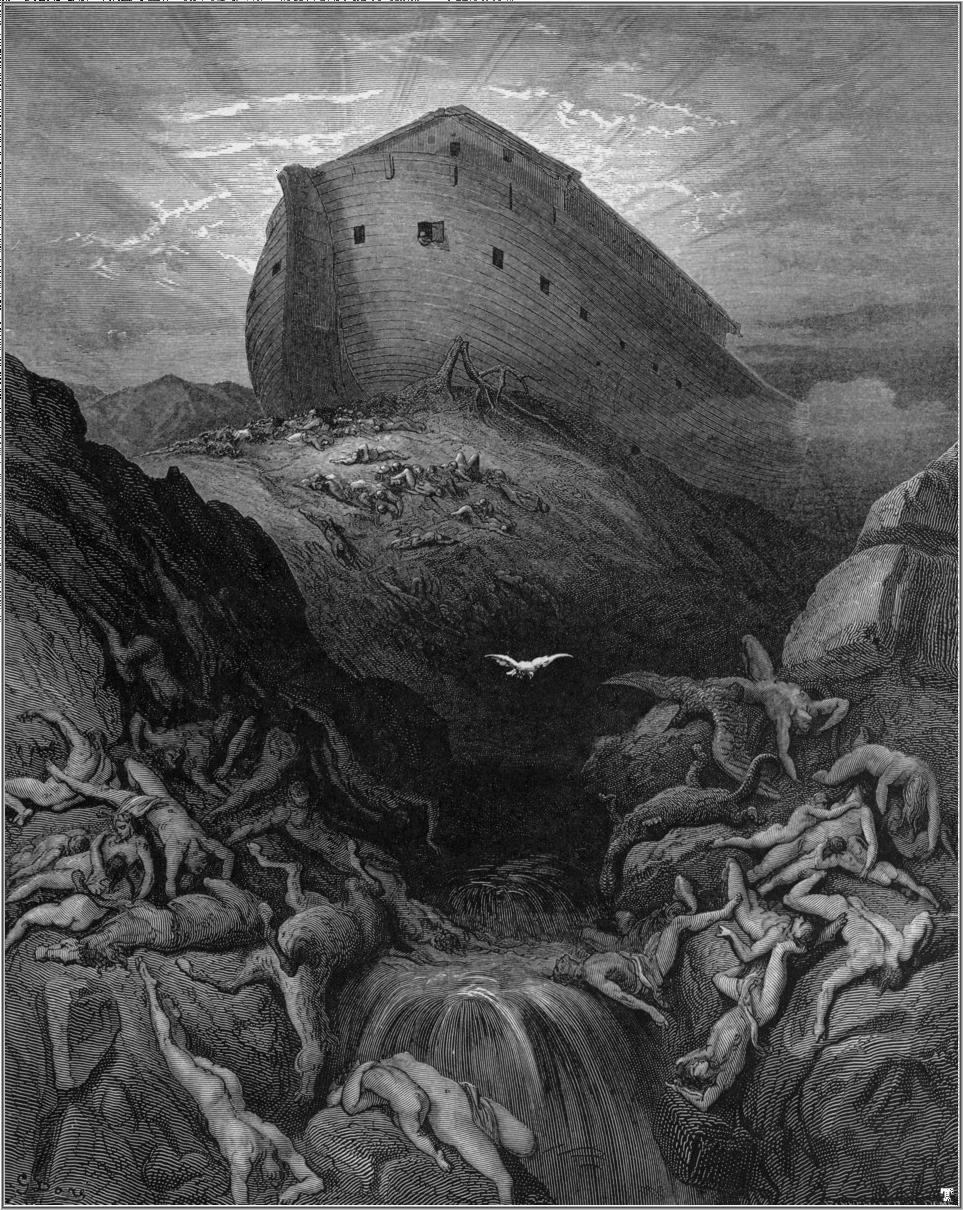
L'arche de Noé, gravure de Gustave Doré

- Scène 4 : La dernière scène voit les eaux monter de toutes parts et tout submerger, n'épargnant que l'Arche qui surnage seule dans le cataclysme.

## Analyse
« Dans cette musique, écrit Donizetti à son père à propos d’Il diluvio universale, comme j'ai eu l'occasion de vous le dire, j'ai travaillé très dur et je m'en trouve satisfait. Si vous croyez y trouver des cabalettes, alors n'essayez pas de l'écouter, mais si vous voulez comprendre comment j'ai tenté de distinguer la musique profane du sacré, alors souffrez, écoutez et sifflez si cela ne vous plaît pas. »
Ces paroles du compositeur ont souvent été mal comprises. De nombreux commentateurs en ont déduit que la version de 1830 ne comportait pas de cabalettes et que celles qui sont dans la partition avaient donc nécessairement été ajoutées en 1834. Ceci est tout à fait erroné : la simple comparaison des deux livrets démontre que toutes les cabalettes figuraient déjà dans la version de 1830. Ce qu'il faut retenir, en revanche, c'est la volonté affichée de Donizetti – qui sous-tend toute l'évolution de son œuvre – d'aller vers davantage de vérité dramatique quitte à rompre avec certaines des conventions du bel canto, ce en quoi il préfigure Verdi bien davantage que Bellini.
Bien plus que la prétendue absence de cabalettes, ce qui frappe avant tout dans Il diluvio universale c'est la stricte limitation des ornements. On peut dire la même chose de l'ouvrage qui suit immédiatement, Imelda de' Lambertazzi. Ceci s'explique sans doute en partie par les aptitudes vocales des chanteurs disponibles, mais pas uniquement : Madame Boccadabati, créatrice du rôle de Sela, était parfaitement à l'aise dans le coloratura. La convergence entre les deux œuvres est trop frappante pour ne pas être relevée : il y a là une inflexion du style de Donizetti ou, plutôt, une tentative d'inflexion puisqu'elle restera momentanément sans suite en raison de l'accueil médiocre fait aux deux ouvrages, tandis que le public acclama en revanche les vocalises d’Anna Bolena, qui les suit immédiatement. Ces deux opéras apparaissent, dans la carrière du compositeur, comme des œuvres véritablement expérimentales.
Dans le cas d’Il diluvio universale, cette limitation des ornements vise avant tout à créer un style adapté au sujet sacré de l'opéra, à « distinguer la musique profane du sacré ». Cette formule de Donizetti a souvent été comprise comme signifiant qu'il avait tenté de caractériser en les distinguant, voire en les opposant, Noè et sa famille d'une part, qui appartiennent au monde sacré de la Bible, et, d'autre part, Cadmo, Ada et leurs suivants, qui incarnent le monde païen, et elle a amené les commentateurs à rechercher de façon plus ou moins convaincante des différences stylistiques entre les différentes parties au sein de l'ouvrage. En réalité, il faut sans doute comprendre que c'est dans l'œuvre dans son ensemble que Donizetti a cherché à inventer un nouveau style plus grave et plus majestueux. De nombreux passages attestent de cette tentative :
- le morceau le plus célèbre de la partition, l'aria finale de Noè à la fin de l'acte II Dio tremendo, est inspiré – particulièrement dans la première partie andante religioso – du Mosè in Egitto de Rossini (aria : Dal tuo stellato soglio), jusque dans l'accompagnement de harpe, instrument associé par excellence au divin ;
- la prière à cinq voix[29] (preghiera a cinque voci) O Dio di pietà est un morceau particulièrement austère et impressionnant, marqué par l'alternance de piano et de forte et de fréquentes montées chromatiques ;
- le beau sextuor (preghiera-sestetto) Gli empii circondano qui ouvre le second tableau de l'acte II avec son alternance dramatiquement efficace de passages legato et staccato ;
- les proportions grandioses de l'ouverture, l'une des plus imposantes que Donizetti ait écrites, qui évoque les meilleures ouvertures de Rossini ;
- le fait que toutes les arias, à l'exception de celle introduite en 1834 pour Ada, sont interrompues par des pertichini (interjections d'autres personnages) dans une volonté de ne pas briser la tension dramatique.

Toutefois, cet effort pour adapter l'écriture musicale au contexte et aux situations dramatiques reste au milieu du gué. À l'époque de la composition d’Il diluvio, Donizetti était un musicien en milieu de carrière, qui n'avait pas encore atteint le plein développement de son style. Peut-être, en choisissant un sujet tiré de la Bible, avait-il présumé de ses forces : Imelda de' Lambertazzi représentera en définitive, dans la même inspiration, une tentative qu'on peut juger plus convaincante. Dans Il diluvio, ce qui frappe avant tout l'auditeur, en bien des moments, c'est le décalage entre la musique et la situation. Ce décalage n'est nulle part plus frappant que dans la première aria de Noè In quell'arca rispettate (Acte I, Scène 3) dont chacun reconnaît aussitôt la mélodie puisque, transposée pour soprano, elle est devenue la chanson patriotique de Marie Chacun le sait dans La Fille du régiment. Mais même en mettant de côté le fait que notre perspective est sans doute faussée par la popularité de ce réemploi, aujourd'hui bien plus connu que le morceau original, les contemporains avaient eux aussi été frappés par ce décalage : « La critique qui nous semble le mieux fondée, écrivait ainsi le chroniqueur du Giornale delle Due Sicilie, est que dans certaines parties la musique n'a pas toute la gravité que le sujet requiert. »

## Productions notables

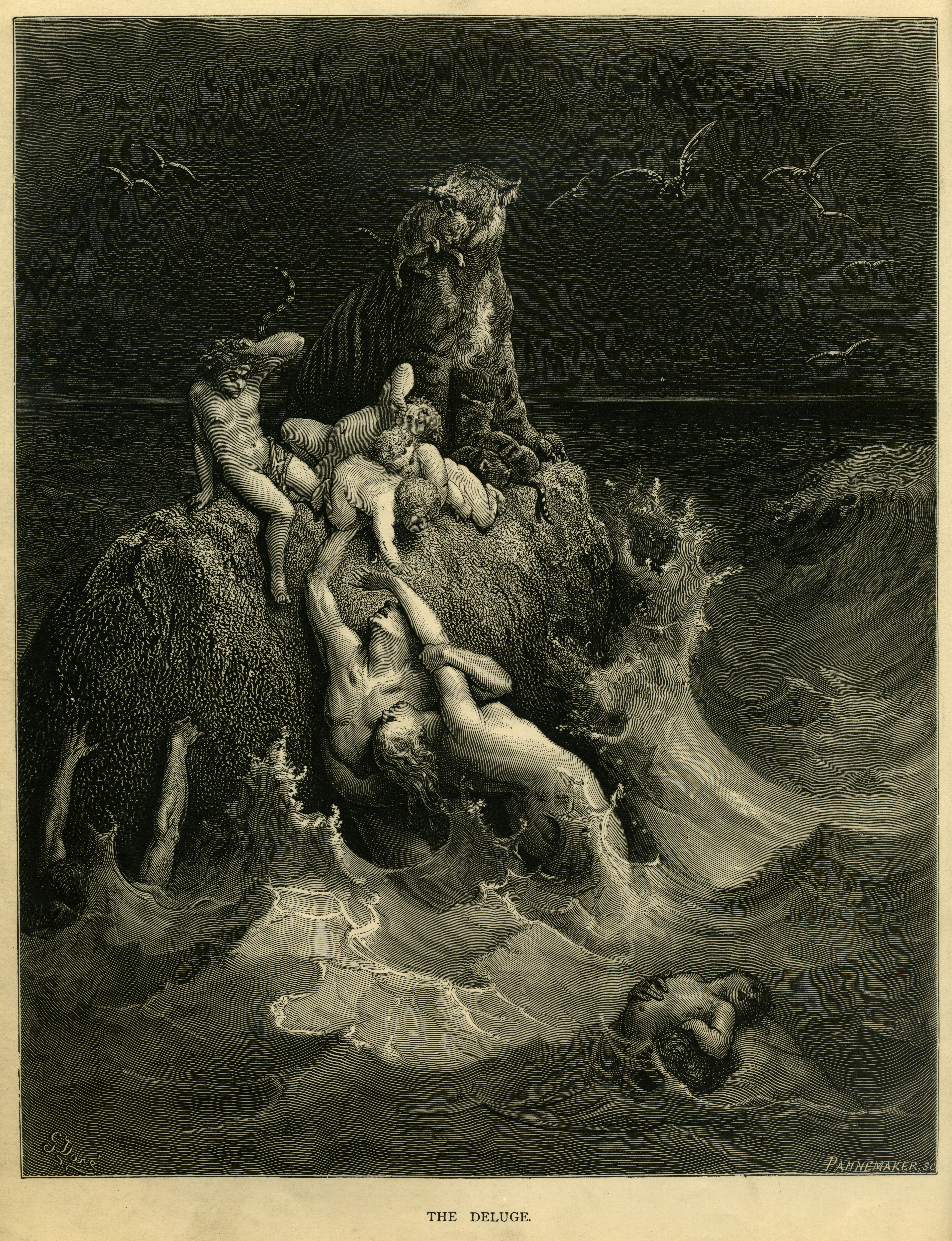
Le Déluge, gravure de Gustave Doré

| Dates           | Distribution (Sela, Ada, Cadmo, Noe)                                    | Chef d'orchestre, Orchestre et chœur                                           | Lieu, Théâtre                  | Metteur en scène   |
| --------------- | ----------------------------------------------------------------------- | ------------------------------------------------------------------------------ | ------------------------------ | ------------------ |
| 25 janvier 1834 | Edvige, Michel, Lorenzo Bonfigli, Domenico Cosselli                     |                                                                                | Gênes, Teatro Carlo Felice     |                    |
| 18 janvier 1985 | Yasuko Hayashi, Martine Dupuy, Ottavio Garaventa (it), Bonaldo Giaiotti | Jan Latham-Koenig, Orchestre du Grand Théâtre de Genève                        | Gênes, Teatro Margherita       |                    |
| 6 novembre 2005 | Marjella Cullagh, Manuela Custer, Colin Lee, Mirco Palazzi              | Giuliano Carella, Orchestre philharmonique de Londres, Geoffrey Mitchell Choir | Londres, Théâtre de Drury Lane | Version de concert |

## Discographie
| Année | Distribution (Sela, Ada, Cadmo, Noe)                               | Chef d'orchestre, Orchestre et chœur                                           | Label                                                   |
| ----- | ------------------------------------------------------------------ | ------------------------------------------------------------------------------ | ------------------------------------------------------- |
| 1985  | Yasuko Hayashi, Martine Dupuy, Ottavio Garaventa, Bonaldo Giaiotti | Jan Latham-Koenig, Orchestre et chœur du Grand Théâtre de Genève               | CD Audio : Bongiovanni GB 2386/87-2 Enregistrement live |
| 2006  | Marjella Cullagh, Manuela Custer, Colin Lee, Mirco Palazzi         | Giuliano Carella, Orchestre philharmonique de Londres, Geoffrey Mitchell Choir | CD Audio : Opera Rara ORC 31 Enregistrement en studio   |

### Sources
- (en) Jeremy Commons, « Il diluvio universale », 2006, in : livret de l'enregistrement Opera Rara ORC 31, p. 10–43
- (fr) Piotr Kaminski, Mille et un opéras, Paris, Fayard, coll. Les indispensables de la musique, 2003